# Protesterna i Marocko 2011

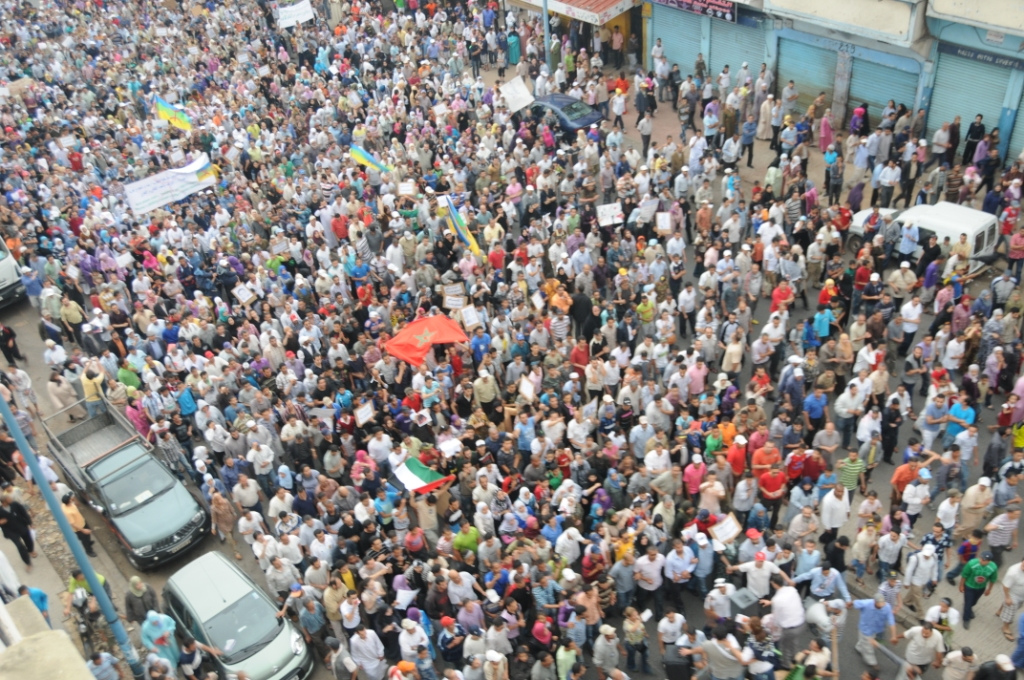

Protesterna i Marocko 2011 var en i raden av folkliga demonstrationer i arabvärlden 2011, inspirerade av den tunisiska jasminrevolutionen och den egyptiska hibiskusrevolutionen.
Över 2 000 demonstranter samlades den 20 februari i Marockos huvudstad Rabat och krävde att kung Mohammed VI skulle ge upp en del av sin makt. Organisatören Mustafa Muchtati från rörelsen Baraka menade att protesterna var fredliga, och manade till konstitutionella reformer, "återställd värdighet" och ett stopp på korruptionen och "stölderna av allmänna medel".

## Bakgrund
Marockanska myndigheter hade tillåtit en fredlig regeringsfientlig protest som planerats på Facebook av flera marockanska ungdomsrörelser. Protesten ägde rum den 20 februari och krävde huvudsakligen konstitutionella reformer.

## Händelseförlopp
Den 20 februari 2011 gjorde tusentals marockaner uppror i huvudstaden Rabat, och krävde att kung Mohammed ger upp viss av sin makt. De sjöng slagord som "Ner med autokratin" och "Folket vill ändra konstitutionen". De begav sig mot parlamentet och polisen hade inte försökt stoppa dem, även om den marockanska finansministern Salaheddine Mezouar sade att man inte borde gå med i marchen. En separat protest ägde också rum i Casablanca och en planerades i Marrakech. I Tanger, Marrakech, Al Hoceima, Ksar-el-Kebir, Fez, Guelmim, Tétouan, Chefchaouen, Larache och Sefrou var plundring och kaos utbrett.
Tusentals intog gatorna i Rabat, Casablanca, Tanger och Marrakech i fredliga protesterna. De krävde en ny konstitution, en regeringsförändring och ett slut på korruptionen. Under en mars på gatan Hassan II-avenyn i Rabat krävde demonstranterna en ny konstitution för att få mer demokrati. De ropade slagord för att förbättra ekonomin, reformera skolan, förbättra hälsovården och få hjälp för att få bot på de uppgående levnadskostnaderna. Associated Press beräknade att 4 000 medverkade i Rabat. Organisatörer skrev att 20 000 medverkade utanför parlamentet. Människorna ville ha en reducering av kung Mohammed VI:s makt, bättre hälsovård och reducerade levnadskostnader. Åtminstone 37 000 människor deltog i protesterna. Efter den 23 februari har dock inga fler protester rapporterats från Marocko, förutom när omkring 1 000 personer krävde politiska reformer i Casablanca den 26 februari.

## Dödsfall
Den 21 februari klargjorde inrikesministern att fem kroppar hade hittats i Al Hoceima, i en bank som förstörts av protestanter som tände eld på den den 20 februari. Enligt ögonvittnen tillhörde kropparna upprorsmakare som försökte plundra banken. Regeringen anklagade även "trubbelgörarna" bland protestanterna för att bränna banker. Den 23 februari dog en man av de skador han fått under upproren i staden Sefrou tre dagar tidigare. Han dog medan han överfördes från ett sjukhus i Sefrou till ett annat i Fez.

### Fotnoter
1. ↑  ”Protests in Morocco: Just Don't Call It a Revolution”. Time. 22 februari 2011. Arkiverad från originalet den 29 juni 2011. https://web.archive.org/web/20110629003449/http://www.time.com/time/world/article/0,8599,2052901,00.html?xid=fbshare. Läst 23 februari 2011.
2. ↑  ”قتلى بشغب أعقب مظاهرات المغرب”. AlJazeera.net. 21 februari 2011. http://www.aljazeera.net/NR/exeres/59AF3EEC-1269-4F56-9806-23E586288D59.htm?GoogleStatID=9. Läst 24 februari 2011.
3. ↑  Hatem, Mohammed (16 februari 2011). ”Bahrain, Yemen, Libya Face Protests as Region’s Unrest Spreads”. businessweek.com. http://www.businessweek.com/news/2011-02-16/bahrain-yemen-libya-face-protests-as-region-s-unrest-spreads.html.
4. ↑  Demonstrationer även i Marocko Svenska Dagbladet, 20 februari 2011
5. ↑  Karam, Souhail (3 februari 2011). ”Morocco government plays down call for protests”. Reuters. Arkiverad från originalet den 14 oktober 2015. https://web.archive.org/web/20151014190805/http://www.reuters.com/article/2011/02/03/idINIndia-54646220110203. Läst 8 februari 2011.
6. ↑  Champion, Marc. ”Morocco Joins in, Defying Predictions”. The Wall Street Journal. http://online.wsj.com/article/SB10001424052748703498804576156180408970252.html?mod=googlenews_wsj.
7. ↑  ”Morocco protesters demand political change”. BBC. 20 februari 2011. http://www.bbc.co.uk/news/world-africa-12518116. Läst 20 februari 2011.
8. ↑  ”تخريب مخفر شرطة ووكالة بنكية في طنجة”. Hespress. 19 februari 2011. http://www.hespress.com/?browser=view&EgyxpID=28211. Läst 21 februari 2011.; ”بلطجية بوليسية في طنجة”. Hespress. 21 februari 2011. http://hespress.com/?browser=view&EgyxpID=28277. Läst 21 februari 2011.;”"20 février": Incidents après des manifestations à Marrakech et à Larache”. Aufait Maroc. 20 februari 2011. Arkiverad från originalet den 24 februari 2011. https://web.archive.org/web/20110224010619/http://www.aufaitmaroc.com/actualites/maroc/2011/2/20/20-fevrier-incidents-apres-des-manifestations-a-marrakech-et-a-larache. Läst 21 februari 2011.; ”بلطجية' مراكش يفسدون مسيرة 20 فبراير'”. Hespress. 21 februari 2011. http://hespress.com/?browser=view&EgyxpID=28257. Läst 21 februari 2011.; ”أعمال تخريب بمراكش”. Lakome.com. 20 februari 2011. Arkiverad från originalet den 22 februari 2011. https://web.archive.org/web/20110222221615/http://www.lakome.com/videos/77-featured/2614-2011-02-20-22-15-24.html. Läst 21 februari 2011.; ”تخريب يطال الحسيمة بعد انتهاء مسيرة 20 فبراير”. Hespress. 21 februari 2011. http://hespress.com/?browser=view&EgyxpID=28276. Läst 21 februari 2011.; ”التخريب بمدينة الحسيمة”. Hespress. 21 februari 2011. http://hespress.com/?browser=view&EgyxpID=28275. Läst 21 februari 2011.; ”يد التخريب تمتد إلى العرائش والقصر الكبير”. Hespress. 21 februari 2011. http://hespress.com/?browser=view&EgyxpID=28272. Läst 21 februari 2011.; ”نهب وتخريب في العرائش”. Hespress. 20 februari 2011. http://hespress.com/?browser=view&EgyxpID=28271. Läst 21 februari 2011.; ”عنف بمدينة فاس”. Hespress. 21 februari 2011. http://hespress.com/?browser=view&EgyxpID=28274. Läst 21 februari 2011.; ”اشتباكات بين الأمن ومتظاهرين في كلميم”. Hespress. 21 februari 2011. http://hespress.com/?browser=view&EgyxpID=28263. Läst 21 februari 2011.; ”218 شخصا أمام العدالة بعد أحداث 20 فبراير”. Hespress. 24 februari 2011. http://www.hespress.com/?browser=view&EgyxpID=28416. Läst 25 februari 2011.; ”هدوء حذر يسود مدينة صفرو”. Hespress. 20 februari 2011. http://www.hespress.com/?browser=view&EgyxpID=28264. Läst 21 februari 2011.
9. ↑  ”Moroccans join in spreading unrest”. boston.com. 21 februari 2011. http://www.boston.com/news/world/africa/articles/2011/02/21/moroccans_join_in_spreading_unrest. Läst 21 februari 2011.
10. ↑  ”Protests spread to streets of Morocco”. Metro.co.uk. 20 februari 2011. http://www.metro.co.uk/news/856068-protests-spread-to-streets-of-morocco. Läst 21 februari 2011.
11. ↑  ”Moroccans want to reign in royal powers”. Euronews. 20 februari 2011. Arkiverad från originalet den 25 februari 2011. https://web.archive.org/web/20110225204802/http://www.euronews.net/2011/02/20/moroccans-want-to-reign-in-royal-powers/. Läst 21 februari 2011.
12. ↑  ”Le bilan des manifestations au Maroc s’élève à cinq morts et 128 blessés”. Jeune Afrique. 21 februari 2011. http://www.jeuneafrique.com/Article/ARTJAWEB20110221162602/maroc-violences-mohammed-vi-reformele-bilan-des-manifestations-au-maroc-s-eleve-a-cinq-morts-et-128-blesses.html. Läst 21 februari 2011.
13. ↑  Abend, Lisa (23 februari 2011). ”Protests in Morocco: Just Don't Call It a Revolution”. TIME. Arkiverad från originalet den 29 juni 2011. https://web.archive.org/web/20110629003449/http://www.time.com/time/world/article/0,8599,2052901,00.html?xid=fbshare. Läst 24 februari 2011.
14. ↑  ”Casablanca catches protest fever”. Herald Sun (Melbourne, Australia). 27 februari 2011. http://www.heraldsun.com.au/ipad/at-reform-rally-in-morocco/story-fn6s850w-1226012647707. Läst 1 mars 2011.
15. ↑  ”Morocco protests: Five burned bodies found - minister”. BBC News Online. 21 februari 2011. Arkiverad från originalet den 21 februari 2011. https://www.webcitation.org/5wfm0MiTu?url=http://www.bbc.co.uk/news/world-africa-12524647. Läst 21 februari 2011.
16. 1 2  ”ارتفاع حصيلة أحداث 20 فبراير إلى 6 قتلى”. Hespress. 24 februari 2011. http://www.hespress.com/?browser=view&EgyxpID=28416. Läst 25 februari 2011.
17. ↑  Al Jazeera. Headlines.